# 唐代建築

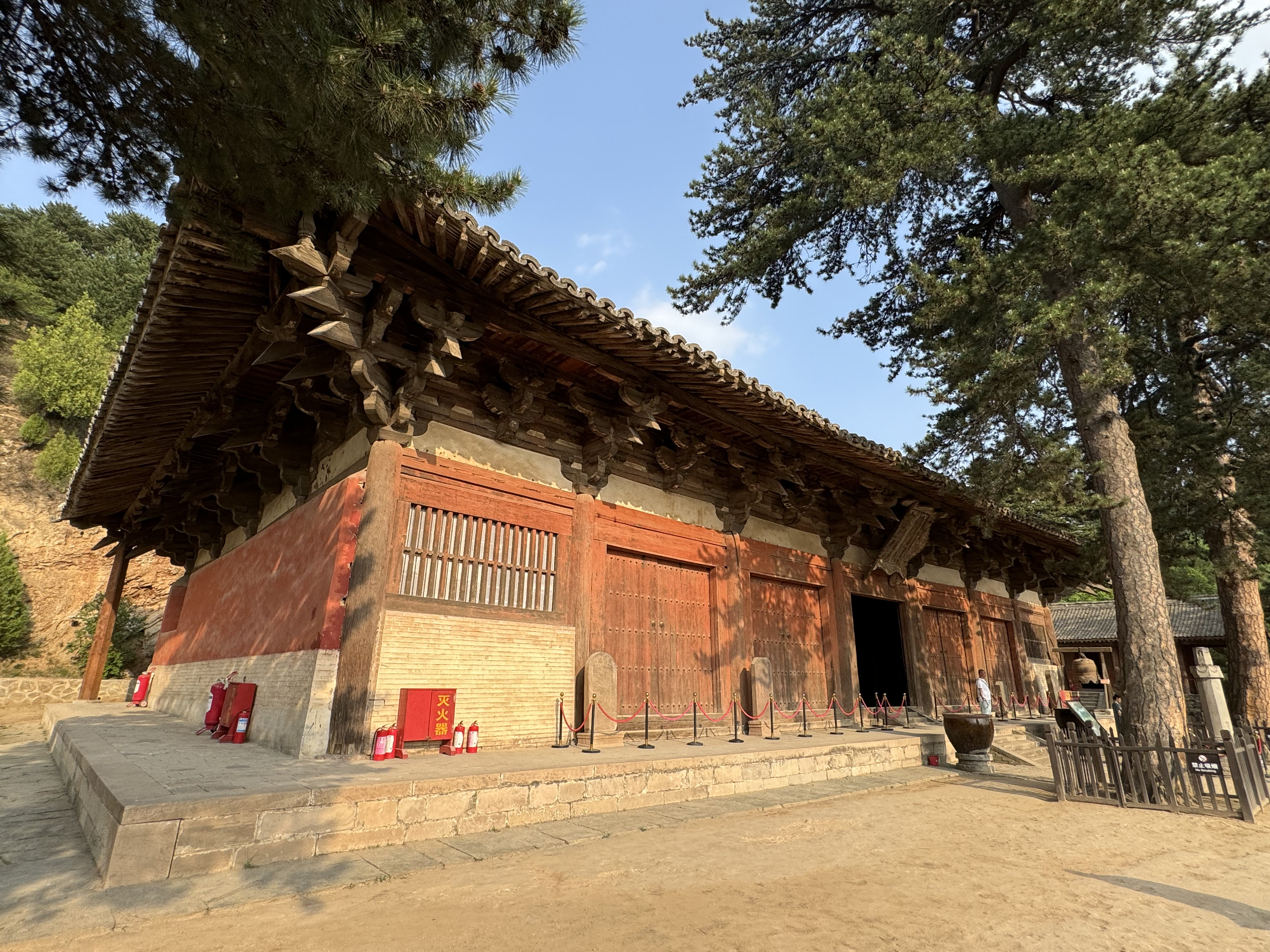
五台佛光寺大殿

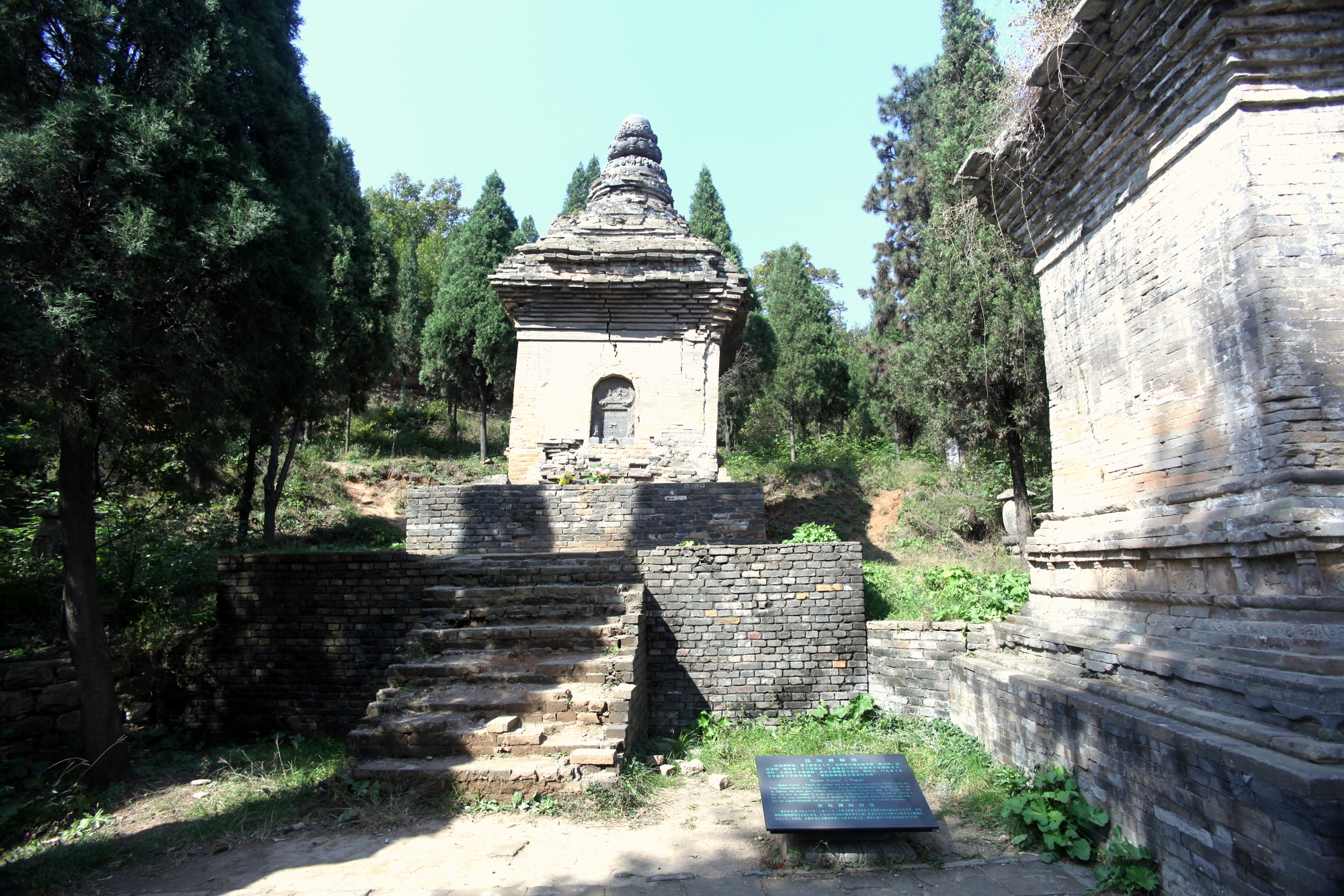
少林寺塔林唐代法玩禅师塔

唐代建築以氣魄宏偉、嚴整開朗為其特點，規模宏大，規劃嚴整，中國建築群的整體規劃在這一時期日趨成熟。建筑风格舒展樸實，莊重大方，色調簡潔明快。与当时“以势壮美”的美学倾向密不可分。建筑工艺和材料的使用已经非常纯熟:28。
由于土木结构建筑不易保存，唐代木构建筑仅存四处，在今山西省和河北省境内，以中唐时重修的南禅寺大殿最为古老，亦是中国现存最古老的木结构建筑。

## 各类建筑

### 城池、建筑群
唐朝都城——唐长安城（今陕西省西安市）和東都隋唐洛阳城遗址皆修建了規模巨大的宮殿、苑囿、官署，其中長安是當時世界上最宏大的城市，其規劃也是中國古代都城中最為嚴整的。城內的大明宮更是雄偉，其遺址面積相當於北京紫禁城總面積的四倍多。当代研究者将唐长安城视为最具代表性的唐朝建筑，认为“它的规划布局对后世建筑规划产生了深远的影响。”:27

### 宗教建筑
唐代佛教寺院、道教宫观建筑达到了一个很高的水平。现存的、山西省五台山南禅寺和佛光寺大殿是典型的唐代佛教寺院建築:28。此外，唐代的磚石建築也有進一步的發展，佛塔大多採用磚石建造，現存唐塔也均為磚石塔，包括：西安大雁塔、小雁塔、广州怀圣寺光塔和大理千尋塔等。

## 建筑工艺
唐代的木構建築實現了藝術加工與結構造型的統一，包括：斗拱、柱子、房樑等，建築構件均體現了力與美的完美結合。
對於初盛唐的結構，可從敦煌壁畫及同時代日本建築窺得一二。初唐承隋制，斗拱簡單，最多出一至二跳。如出兩跳，多第一跳偷心，第二跳承令拱或替木。補間鋪作多用人字拱，偶有駝峰。檐下正心一線用一拱一枋作一組，出兩跳側用兩組，枋上不隱刻出慢拱。各枋使用單材，枋間置散斗或斗子蜀柱。
盛唐經濟發達，生產力大大發展，連帶建築技術也快速提高。斗拱在短時間內演變為成熟的樣式，發展到最多雙抄雙下昂的四跳，複雜度更大增，出現逐跳計心及重拱等樣式。盛唐斗拱最外出跳多承令拱不出耍頭。補間用一朵，櫨斗置於駝峰上，出跳比柱頭斗拱少。中晚唐承盛唐啟五代，斗拱演變較少。中唐出現耍頭出令拱，並削成批竹狀。南禪寺大殿第一層枋上刻出慢拱。

## 遗址和遗存

### 宮殿遗址
- 西安皇宫
  - 太极宫
  - 大明宮
    - 麟德殿（建於唐高宗麟德年間，西元664年-665年）

  - 三清殿
  - 兴庆宫
- 離宮 / 行宮
  - 上阳宫
  - 翠微宫

### 木构建筑遗存
現今遺存的唐代木構建築僅餘五台佛光寺大殿，五台南禪寺大殿、芮城廣仁王廟、正定開元寺鐘樓等四座。但最早的南禪寺大殿建於建中三年（782年），已屬中唐。

## 影響
唐代建築對日本建築有深遠的影響，日本從奈良時代起傳入了中國唐代建築風格，稱為白鳳樣，後本土化演變成和樣。後世的日本傳統建築也保留不少唐代建築的特色。